# 木本浩一
木本 浩一（きもと こういち）は、日本の歴史地理学者。専門は歴史地理学、社会地理学、森林管理論など。

## 略歴
広島県生まれ。1989年、広島大学文学部史学科卒業。1997年、同大学院社会科学研究科博士後期課程単位取得満期退学。1997年から2001年広島大学大学院国際協力研究科助手。2001年、広島女学院大学文学部助教授、のち教授。学長補佐を経て、2012年同大学国際教養学部学部国際教養学科長。2015年より摂南大学外国語学部教授。2016年より関西学院大学教授。

## 論文・著書
- 「武家屋敷地区の地域構造 : 近世中期以降広島城下町の場合」『地理科学』46巻3号、1991年
- 「藩政期における広島城下町の空間構造」『地理科学』47巻2号、1992年
- 「インドにおける王侯都市の近代化 : マイソールを事例として」『地理科学』49巻3号、1994年
- 「植民地期インドにおける『王侯都市』の形成―マイソール(Mysore)を事例として―」『人文地理』47巻4号、1995年
- 「Problems and the Present Conditions of Urban Administration in India: The Case of Two Lay-outs in Mysore City」『Special Publication (Research Center for Regional Geography)』26号、1996年
- 「佐藤滋著『城下町の近代都市づくり』」『歴史地理学』38巻2号、1996年
- 「都市「近代化」論再考」『地理科学』53巻2号、1998年
- 「地理学温故知新 : 私の地理学,個人史的回顧」『地理科学』54巻1号、1999年
- 「インドにおける地方都市の都市計画 : マイソール(Mysore)を事例として」『地理科学』54巻3号、1999年
- 「南インド農村における職人たち―彼らはForgotten Sectorか？―」（村上誠『現代インドの農村（総合地誌研研究叢書34）』）、1999年
- 「住民運動が成功するとは? : 公共事業が去った地域からの報告」『日本地理学会発表要旨集 = Proceedings of the General Meeting of the Association of Japanese Geographers』62号、2002年
- 「工兵方面による市街地中心部の土地買上について」『日本地理学会発表要旨集 = Proceedings of the General Meeting of the Association of Japanese Geographers 』63号、2003年
- 「鞆(広島県福山市)における町並み保存運動とツーリズム」『日本地理学会発表要旨集 = Proceedings of the General Meeting of the Association of Japanese Geographers 』64号、2003年
- 「産業廃棄物問題にゆれる2つの島 : 豊島と直島をめぐる」（淺野敏久・磯部作・杉谷隆・小野寺真一・フンク カロリンと共著）『日本地理学会発表要旨集 = Proceedings of the General Meeting of the Association of Japanese Geographers 』64号、2003年
- 「山口県東部沿岸域における『観光環境』の現状と課題」『瀬戸内海における「観光環境」の維持と再生（『平成13･14年度科学研究費助成金（基盤研究(C)(2)）研究成果報告書）』、2003年
- 「公共事業が『止まる』－山陰地方の２つの事例から－」（伊藤達也・浅野敏久編『環境問題の現場から－地理学的アプローチ－』古今書院）、2003年
- 「中部ダム（鳥取県）建設計画の経過－行政資料の分析を中心として(1)－」『人間・社会文化研究』2号、広島女学院大学人間・社会文化学科、2004年
- 「中部ダム（鳥取県）建設計画の経過－行政資料の分析を中心として(2)－」『人間・社会文化研究』3号、広島女学院大学人間・社会文化学科、2005年
- 「広島城郭内士族屋敷処分の経過」『人間・社会文化研究』3号、広島女学院大学人間・社会文化学科、2005年
- 「キャリアプランニングという「挑戦」」『広島女学院大学人間・社会文化研究』4号、広島女学院大学人間・社会文化学科、2006年
- 「西南戦争における「戦災」」『地理科学』61巻4号、2006年
- 「現代中国における住宅供給の構造-素材加工及び流通を中心として」『広島女学院大学人間・社会文化研究』5号、広島女学院大学人間・社会文化学科、2007年
- 「書評 山秋真:ためされた地方自治--原発の代理戦争にゆれた能登半島・珠洲市民の13年」『地理学評論』81巻2号、2008年
- 「公共事業の「地域」的展開(1)温泉津漁港計画を事例として」」『広島女学院大学人間・社会文化研究』7号、広島女学院大学人間・社会文化学科、2009年
- 「スコットランドにおける森林管理の現状:森林トラストを中心に」『地理科学』64巻2号、2009年
- 「公共事業の「地域」的展開(2)温泉津漁港計画を事例として」」『広島女学院大学人間・社会文化研究』8号、広島女学院大学人間・社会文化学科、2009年
- 「中国における木材の加工流通業の地域的展開:上海地域を事例として」『経済地理学年報』56巻1号、2010年
- 「広島城郭内士族屋敷処分始末:公用地から公用地へ」『地理科学』65巻2号、2010年
- 「土地利用からみた都市「近代化」―変化と媒介」『歴史地理学』53巻1号、2011年
- 「南インドにおける土地利用」『地理』56巻9号、2011年
- 『大学的広島ガイド こだわりの歩き方』（共著）昭和堂, 2012年、ISBN 9784812211601